# Anton Fischer (Kardinal)

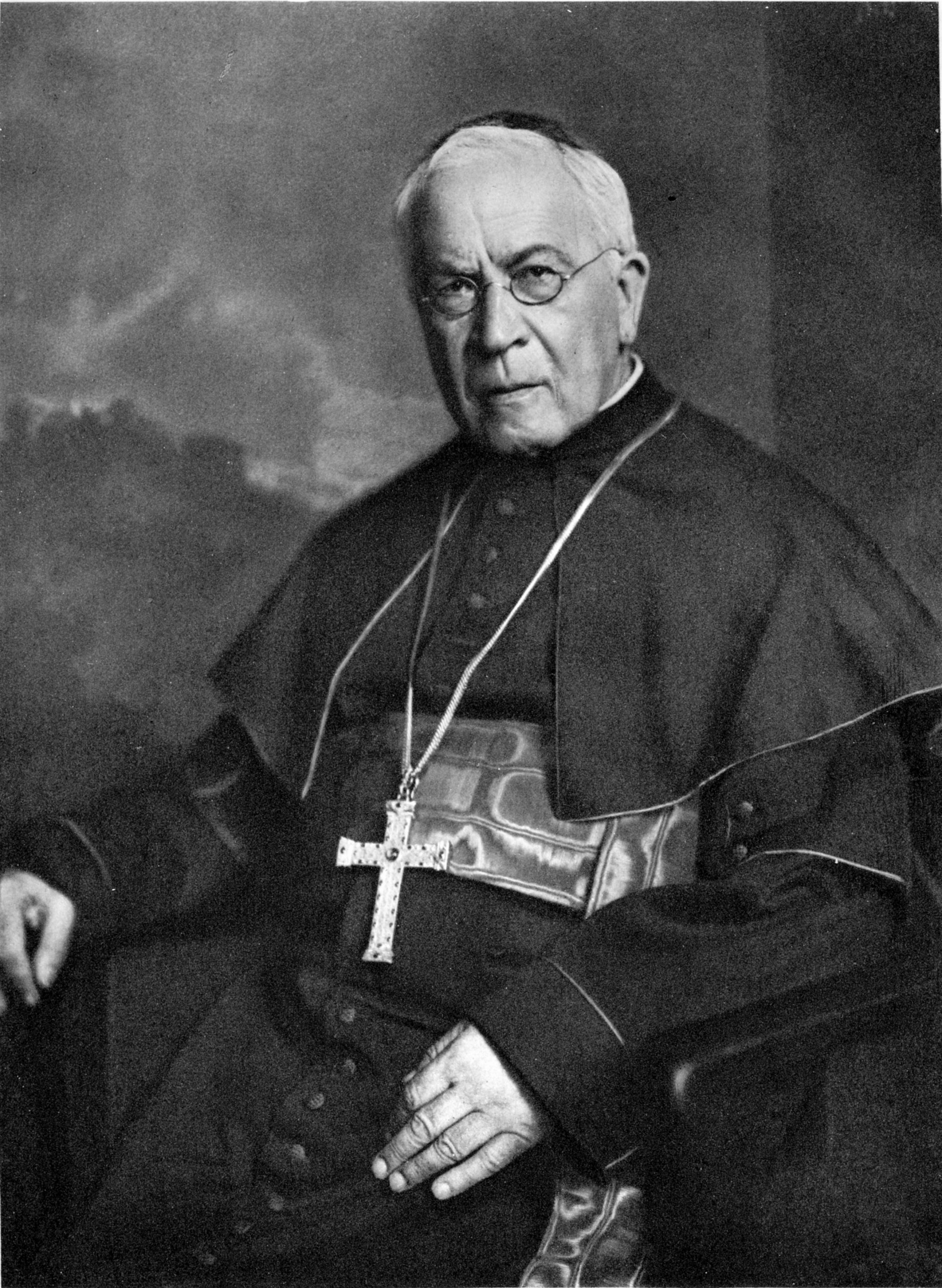
Antonius Kardinal Fischer (1911)

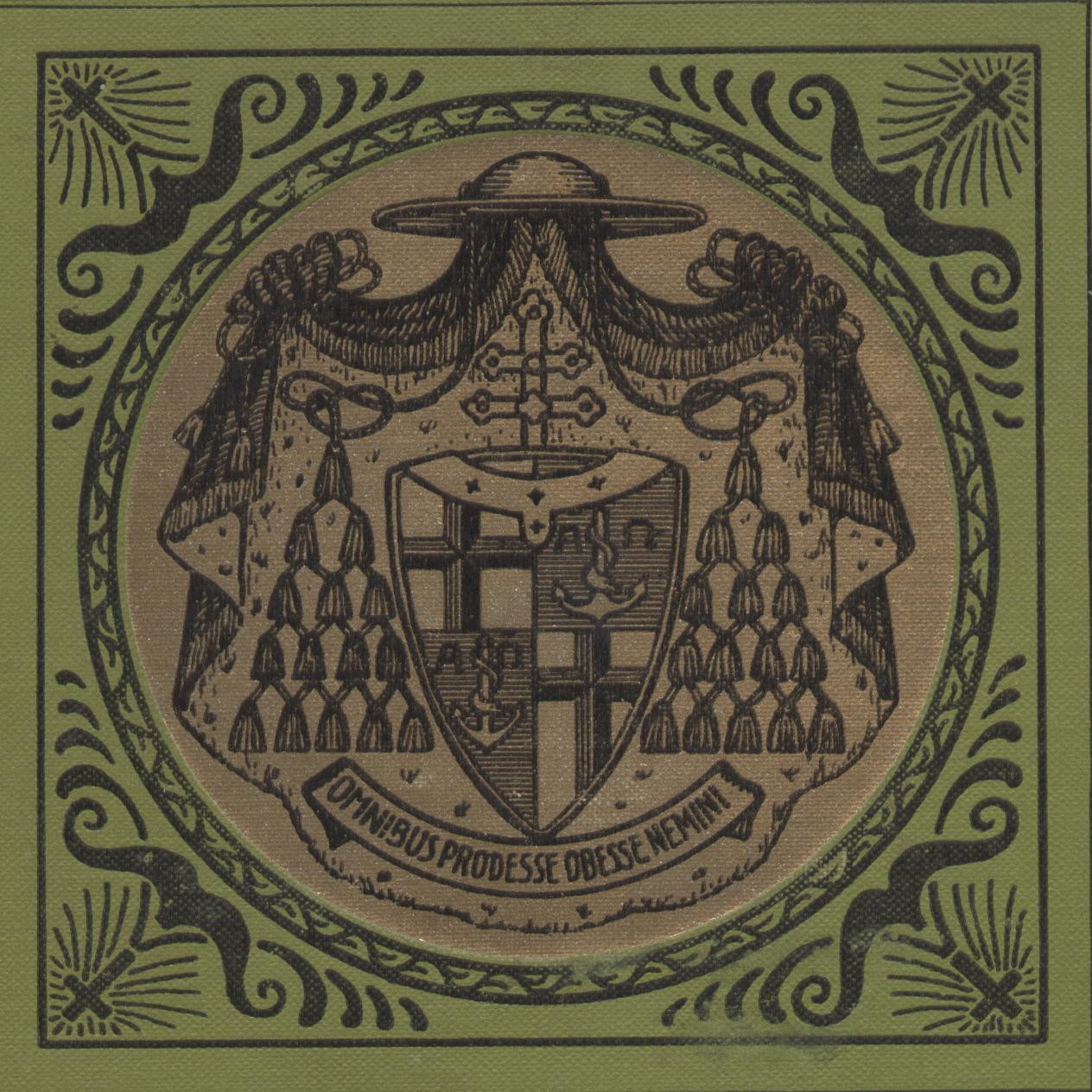
Wappen von Kardinal Antonius Fischer

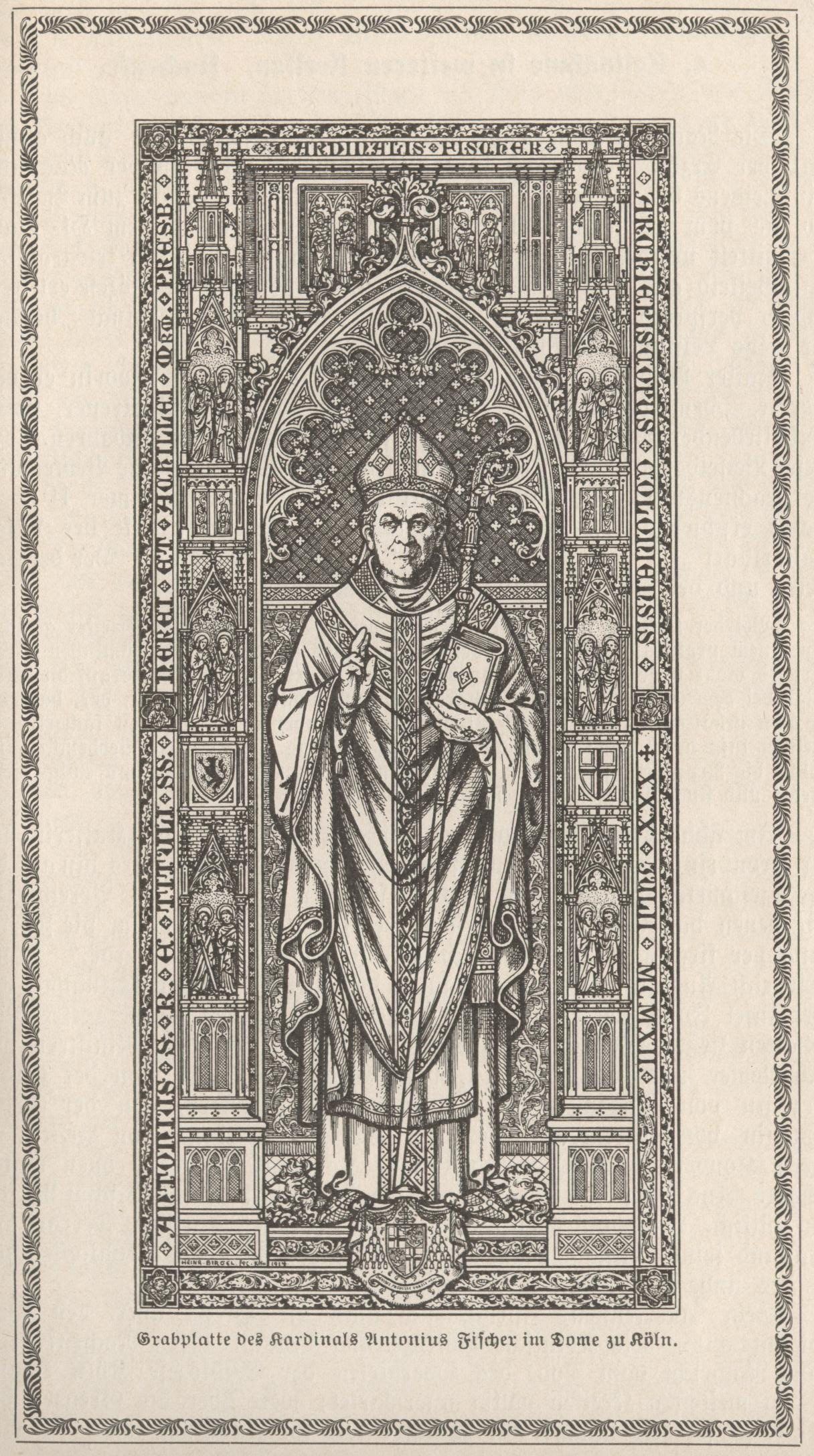
Grabplatte von Kardinal Fischer, Dom zu Köln, Stich aus der Biographie von Pf. Johann Schmitz, 1915

Antonius Hubert Kardinal Fischer (* 30. Mai 1840 in Jülich; † 30. Juli 1912 in Bad Neuenahr) war ein deutscher römisch-katholischer Theologe und von 1902 bis 1912 Erzbischof von Köln.

## Leben
Anton Fischer war der Sohn des Volksschullehrers Wilhelm Josef Fischer und der Bruder des Jülicher Verlegers Joseph Fischer. Er besuchte zuerst die Rektoratsschule seiner Heimatstadt und von 1853 bis 1857 das Friedrich-Wilhelm-Gymnasium in Köln. Anschließend studierte er katholische Theologie an der Universität Münster und dann an der Universität Bonn. In Bonn trat er 1860 in den wissenschaftlichen katholischen Studentenverein Unitas-Salia ein. Nach der praktischen Ausbildung im Kölner Priesterseminar empfing er am 2. September 1863 in Köln die Priesterweihe. Seit 1864 als Religionslehrer am Burggymnasium in Essen tätig, wo er auch Klosterkommissar der Augustiner Chorfrauen B.M.V. war, promovierte er 1886 in Tübingen zum Dr. theol. Nachdem seine 1888 eingereichte Bewerbung um eine Professur in Bonn erfolglos geblieben war, ernannte ihn Erzbischof Philipp Krementz noch im gleichen Jahr zum Domkapitular in Köln.
Ein Jahr später, nämlich am 14. Februar 1889, wurde Fischer zum Titularbischof von Iuliopolis und Weihbischof in Köln ernannt. Die Bischofsweihe spendete ihm am 1. Mai desselben Jahres Erzbischof Philipp Krementz; Mitkonsekratoren waren Franciscus Boermans, Bischof von Roermond, und Heinrich Feiten, Weihbischof in Trier.
Nachdem er noch 1895 zum Domdechanten erhoben worden war, wählte das Kölner Domkapitel den Weihbischof am 6. November 1902 mit 13 von 15 Stimmen zum Erzbischof von Köln, wozu er dann am 26. November 1902 ernannt wurde. Als Bischofskandidat hatte er bereits 1889 in Münster, 1891 in Paderborn und 1899 in Osnabrück und Köln auf den Listen der jeweiligen Domkapitel gestanden, doch war er durch die Preußische Regierung immer wieder gestrichen worden. Papst Leo XIII. nahm ihn am 23. Juni 1903 als Kardinalpriester mit der Titelkirche Santi Nereo ed Achilleo in das Kardinalskollegium auf. Er nahm am Konklave 1903 teil, das Pius X. zum Papst wählte.
Der konservative Erzbischof machte als erstes die Schritte seines Vorgängers in der Priestererziehung rückgängig und kehrte zur strengen Ausbildungslinie des Kardinals Krementz zurück. In diesem Zusammenhang kam es dann auch zu einem öffentlichen Eklat mit dem Bonner Kirchenhistoriker Heinrich Schrörs, welcher nur durch das Einschreiten des Kultusministeriums beigelegt werden konnte, das den Erzbischof in seine Schranken wies. Überzeugender operierte Fischer im Gewerkschaftsstreit, wo er sich für interkonfessionelle Gewerkschaften einsetzte.
Fischer forderte den Kölner Rabbiner Abraham Frank dazu auf, ihm antijudaistische Äußerungen innerhalb der Geistlichkeit der Kölner Erzdiözese zu melden, er dulde das nicht und wolle dann dagegen vorgehen. Laut Frank sei das auch bei zwei Gelegenheiten tatsächlich so erfolgt.
Der an Diabetes leidende Fischer starb am 30. Juli 1912 in Bad Neuenahr, wo er sich zur Kur aufhielt. Seine sterblichen Überreste wurden nach Köln überführt und dort in der bischöflichen Gruft des Kölner Doms beigesetzt.
Kardinal Antonius Fischer war befreundet mit Bischof Emil August Allgeyer, Apostolischer Vikar von Sansibar in Deutsch-Ostafrika. Ihn hatte er auch am 25. April 1897 im Spiritaner-Missionshaus Knechtsteden zum Bischof geweiht. Nach der Bischofsweihe kündigte der Apostolische Vikar an, seine erste neu gegründete Missionsstation werde er dem Konsekrator zum Dank „Fischerstadt“ nennen, was er auch tatsächlich ausführte. Sie lag in Deutsch-Ostafrika, im Distrikt Rombo, am Kilimandscharo.